# 타테이시 하루카
타테이시 하루카(일본어: 立石 晴香 다테이시 하루카[*], 1994년 9월 28일~)는 일본의 배우, 모델이다.

## 출연작

### TV 드라마
- 2015년~2016년 동물전대 주오저 - 아무 / 쥬오우타이거 역

## 영화
- 수리검전대 닌닌저 VS 토큐저 THE MOVIE 닌자 인 원더랜드 - 아무 / 쥬오우타이거 역
- 동물전대 쥬오우저 슈퍼 동물 대전 - 아무 / 쥬오우타이거 역
- 극장판 동물전대 쥬오우저 두근두근 서커스 패닉 - 아무 / 쥬오우타이거 역
- 동물전대 쥬오우저 VS 닌닌저 미래에서의 메시지 from 슈퍼전대 - 아무 / 쥬오우타이거 역
- 가면라이더X슈퍼전대 초 슈퍼 히어로 대전 - 아무 / 쥬오우타이거 역
- 돌아온 동물전대 쥬오우저 목숨접수! 지구왕자결정전 - 아무 / 쥬오우타이거 역